# Wallago micropogon
Wallago micropogon es una especie de peces de la familia Siluridae en el orden de los Siluriformes.

## Morfología
• Los machos pueden llegar alcanzar los 154 cm de longitud total y 96 kg de peso.
- Número de  vértebras: 63-65.[3]

## Reproducción
Es ovíparo.

## Alimentación
Los adultos se nutren únicamente de peces hueso.

## Hábitat
Es un pez de agua dulce y de clima tropical.

## Distribución geográfica
Se encuentran en Asia:  cuenca del río Mekong entre Dau Tieng (sur del Vietnam) y Luang Prabang (norte de Laos). También está presente en la cuenca del río Chao Phraya (Tailandia ).